# Guido Ascoli
Pour les articles homonymes, voir Ascoli.
Guido Ascoli (1887–1957) est un mathématicien italien, connu pour ses contributions à la théorie des équations aux dérivées partielles et pour ses travaux sur l'enseignement des mathématiques dans les lycées.

## Biographie
Guido Ascoli est né le 12 décembre 1887, à Livourne.
Il meurt le 10 mai 1957, à Turin.

## Travaux
La production scientifique de Guido Ascoli n'est pas très vaste, mais de grande qualité. Elle concerne principalement les thèmes centraux de l'analyse, en particulier les équations aux dérivées partielles et les équations différentielles ordinaires en relation avec leurs applications possibles en physique, notamment l'étude asymptotique des équations différentielles linéaires et les méthodes d'approximation. Il a également travaillé sur l'analyse fonctionnelle, notamment l'approximation de fonctions par d'autres fonctions et les espaces fonctionnels.

## Publications (sélection)
- Equazioni alle derivate parziali dei tipi ellittico e parabolico (avec Pietro Burgatti et Georges Giraud). Un livre réunissant les articles lauréats du prix 1935 des Annali della Reale Scuola Normale Superiore di Pisa.
- Complementi di Geometria per gli Istituti Tecnici, R. Giusti, Livourne, 1912 (plusieurs rééditions).
- Lezioni di Analisi Matematica ad uso dei Licei Scientifici, G.B. Petrini Editore, Turin, 1924.
- Lezioni di Analisi Matematica (avec Onorato Nicoletti et Francesco Cecioni), 2 voll., Litografia Gozani, Pise, 1934.
- Complementi di Analisi Matematica, Politecnico di Milano, Milan, 1947.
- Trasformazione di Laplace, Editore Gheroni, Turin, 1951.
- Lezioni di Matematiche Complementari, Editore Gheroni, Turin, 1952.
- Lezioni di Algebra, Editore Gheroni, Turin, 1955